# Liste des députés fédéraux canadiens - T
Cet article contient la liste des députés actuels et anciens à la Chambre des communes du Canada dont le nom commence par la lettre T.
En plus du prénom et du nom du député, la liste contient :
- le parti que le député représentait lors de son élection ;
- le comté et la province où il fut élu.

## Ta
- Onésiphore-Ernest Talbot, libéral, Bellechasse, Québec
- Peter Talbot, libéral, Strathcona, Territoires du Nord-Ouest
- Alain Tardif, libéral, Richmond, Colombie-Britannique
- Monique Bernatchez Tardif, progressiste-conservateur, Charlesbourg, Québec
- Paul Tardif, libéral, Russell, Ontario
- Joseph Israël Tarte, conservateur, Montmorency, Québec
- Henri-Thomas Taschereau, libéral, Montmagny, Québec
- Thomas Linière Taschereau, conservateur, Beauce, Québec
- Joseph Tassé, conservateur, Ottawa (Cité d'), Ontario
- Yvon-Roma Tassé, progressiste-conservateur, Québec-Est, Québec
- Charles Keith Taylor, progressiste-conservateur, Churchill, Manitoba
- Don L. Taylor, progressiste-conservateur, Cowichan—Malahat—Les Îles, Colombie-Britannique
- George Taylor, conservateur, Leeds-Sud, Ontario
- Gordon Edward Taylor, progressiste-conservateur, Bow River, Alberta
- James Davis Taylor, conservateur, New Westinster, Colombie-Britannique
- James Samuel Taylor, CCF, Nanaimo, Colombie-Britannique
- John Russell Taylor, progressiste-conservateur, Vancouver—Burrard, Colombie-Britannique
- Len Taylor, Nouveau Parti démocratique, The Battlefords—Meadow Lake, Saskatchewan
- William Horace Taylor, libéral, Norfolk—Elgin, Ontario

## Te - Thi
- Roger-Joseph Teillet, libéral, Saint-Boniface, Manitoba
- Andrew Telegdi, libéral, Waterloo, Ontario
- William Pattison Telford (1836-1922), libéral, Grey-Nord, Ontario
- William Pattison Telford (1867-1955), libéral, Grey-Nord, Ontario
- Louis Tellier, conservateur, Saint-Hyacinthe, Québec
- Lui Temelkovski, libéral, Oak Ridges—Markham, Ontario
- Anthony Robert Temple, libéral, Hastings-Sud, Ontario
- Thomas Temple, conservateur, York, Nouveau-Brunswick
- William Templeman, libéral, Victoria (Cité de), Colombie-Britannique
- Anna Marina Terrana, libéral, Vancouver-Est, Colombie-Britannique
- Claude Tessier, libéral, Compton, Québec
- Oza Tétrault, Ralliement créditiste, Villeneuve, Québec
- J.-Eugène Tétreault, conservateur, Shefford, Québec
- Jacques Tétreault, progressiste-conservateur, Laval-des-Rapides, Québec
- Blaine Allen Thacker, progressiste-conservateur, Lethbridge—Foothills, Alberta
- Peter Thalheimer, libéral, Timmins—Chapleau, Ontario
- Wilbert Ross Thatcher, CCF, Moose Jaw, Saskatchewan
- Joseph Thauvette, libéral, Vaudreuil—Soulanges, Québec
- Olaüs Thérien, conservateur, Montcalm, Québec
- Isidore Thibaudeau, libéral, Québec-Est, Québec
- Léandre Thibault, libéral, Matapédia—Matane, Québec
- Louise Thibault, Bloc québécois, Rimouski—Témiscouata, Québec
- Robert Thibault, libéral, Nova-Ouest, Nouvelle-Écosse
- Yolande Thibeault, libéral, Saint-Lambert, Québec

## Tho
- William Thoburn, conservateur, Lanark-Nord, Ontario
- Charles Humbert Thomas, progressiste-conservateur, Moncton, Nouveau-Brunswick
- J. Antonio Thomas, libéral, Maisonneuve—Rosemont, Québec
- Ray Thomas, Crédit social, Wetaskiwin, Alberta
- William Howell Arthur Thomas, progressiste-conservateur, Middlesex-Ouest, Ontario
- Alfred Thompson, conservateur, Yukon, Yukon
- Alfred Burke Thompson, conservateur, Simcoe-Est, Ontario
- Andrew Thorburn Thompson, libéral, Haldimand et Monck, Ontario
- Arthur Lisle Thompson, libéral, Kent, Ontario
- Benjamin Cope Thompson, progressiste-conservateur, Northumberland, Ontario
- David Thompson, libéral, Haldimand, Ontario
- Gregory Francis Thompson, progressiste-conservateur, Carleton—Charlotte, Nouveau-Brunswick
- John Hall Thompson, libéral, Ontario-Nord, Ontario
- John Sparrow David Thompson, libéral-conservateur, Antigonish, Nouvelle-Écosse
- Joshua Spencer Thompson, libéral-conservateur, Cariboo, Colombie-Britannique
- Myron Thompson, réformiste, Wild Rose, Alberta
- Richard Frederick Thompson, unioniste, Weyburn, Saskatchewan
- Robert Norman Thompson, Crédit social, Red Deer, Alberta
- Sydney Herbert Stewart Thompson, Crédit social, Edmonton—Strathcona, Alberta
- Thomas Alfred Thompson, conservateur, Lanark, Ontario
- Thomas Henry Thompson, unioniste, Hastings-Est, Ontario
- John William Thomson, progressiste-conservateur, Calgary-Sud, Alberta
- Levi Thomson, libéral, Qu'Appelle, Saskatchewan
- Rod Thomson, Nouveau Parti démocratique, Battleford—Kindersley, Saskatchewan
- Thomas Inkerman Thomson, conservateur, Grey-Nord, Ontario
- Walter Cunningham Thomson, libéral, Ontario, Ontario
- William Alexander Thomson, libéral, Welland, Ontario
- Scott Jon Thorkelson, progressiste-conservateur, Edmonton—Strathcona, Alberta
- Charles Jonas Thornton, conservateur, Durham-Ouest, Ontario
- Joseph Thorarinn Thorson, libéral, Winnipeg-Sud-Centre, Manitoba

## Thr - Tow
- Richard Devere Thrasher, progressiste-conservateur, Essex-Sud, Ontario
- John Jabez Thurston, indépendant, Victoria, Colombie-Britannique
- Samuel Leonard Tilley, libéral-conservateur, Cité de Saint-Jean, Nouveau-Brunswick
- David Allan Tilson, conservateur, Dufferin—Caledon, Ontario
- Harold Aberdeen Watson Timmins, progressiste-conservateur, Parkdale, Ontario
- Tony Tirabassi, libéral, Niagara-Centre, Ontario
- David Tisdale, conservateur, Norfolk-Sud, Ontario
- Brian Tobin, libéral, Humber—Port au Port—St. Barbe, Terre-Neuve-et-Labrador
- Edmund William Tobin, libéral, Richmond—Wolfe, Québec
- Stanley Gilbert Tobin, libéral, Wetaskiwin, Alberta
- Stephen Tobin, libéral, Halifax, Nouvelle-Écosse
- William Frederick Todd, libéral, Charlotte, Nouveau-Brunswick
- Vic Toews, Alliance canadienne, Provencher, Manitoba
- Donald Ross Tolmie, libéral, Welland, Ontario
- John Tolmie, libéral, Bruce-Est, Ontario
- Simon Fraser Tolmie, unioniste, Victoria (Cité de), Colombie-Britannique
- Edwin Tolton, conservateur, Wellington-Nord, Ontario
- William Rae Tomlinson, libéral, Bruce, Ontario
- Alan Tonks, libéral, York-Sud—Weston, Ontario
- Paddy Torsney, libéral, Burlington, Ontario
- Albert Frederick Totzke, libéral, Humboldt, Saskatchewan
- Robert Toupin, progressiste-conservateur, Terrebonne, Québec
- Adolphe Guillet dit Tourangeau, conservateur, Québec-Est, Québec
- Henri Tousignant, libéral, Témiscamingue, Québec
- Thomas Gordon Towers, progressiste-conservateur, Red Deer, Alberta
- Frederick William Townley-Smith, CCF, North-Battleford, Saskatchewan
- Charles James Townshend, libéral-conservateur, Cumberland, Nouvelle-Écosse

## Tr
- Arthur Trahan, libéral, Nicolet, Québec
- Owen C. Trainor, progressiste-conservateur, Winnipeg-Sud, Manitoba
- Hadley Brown Tremain, conservateur, Hants, Nouvelle-Écosse
- Barclay Edmund Tremaine, libéral, Victoria, Nouvelle-Écosse
- Benoît Tremblay, progressiste-conservateur, Rosemont, Québec
- Jacques Raymond Tremblay, libéral, Richelieu—Verchères, Québec
- Jean-Noël Tremblay, progressiste-conservateur, Roberval, Québec
- Léonard-David Sweezey Tremblay, libéral, Dorchester, Québec
- Marcel R. Tremblay, progressiste-conservateur, Québec-Est, Québec
- Maurice Tremblay, progressiste-conservateur, Lotbinière, Québec
- Pierre Alexis Tremblay, libéral, Chicoutimi—Saguenay, Québec
- René Tremblay, libéral, Matapédia—Matane, Québec
- Stéphan Tremblay, Bloc québécois, Lac-Saint-Jean, Québec
- Suzanne Tremblay, Bloc québécois, Rimouski—Témiscouata, Québec
- Jesse Pickard Tripp, libéral, Assiniboia, Saskatchewan
- Bradley Trost, conservateur, Saskatoon—Humboldt, Saskatchewan
- James Trow, libéral, Perth-Sud, Ontario
- Reuben Eldridge Truax, libéral, Bruce-Est, Ontario
- Justin Trudeau, libéral, Papineau, Québec
- Pierre Elliott Trudeau, libéral, Mont-Royal, Québec
- Jacques L. Trudel, libéral, Bourassa, Québec
- James Roy Trucker, libéral, Trinity—Conception, Terre-Neuve-et-Labrador

## Tu - Ty
- Joseph John Tucker, libéral, Cité et Comté de Saint-Jean, Nouveau-Brunswick
- Walter Adam Tucker, libéral, Rosthern, Saskatchewan
- James Brockett Tudhope, unioniste, Simcoe-Est, Ontario
- William Ernest Tummon, conservateur, Hastings-Sud, Ontario
- Charles Tupper, conservateur, Cumberland, Nouvelle-Écosse
- Charles Hibbert Tupper, conservateur, Pictou, Nouvelle-Écosse
- William Tupper, progressiste-conservateur, Nepean—Carleton, Ontario
- Georges Turcot, libéral, Mégantic, Québec
- Arthur Joseph Turcotte, conservateur, Montmorency, Québec
- Gustave-Adolphe Turcotte, libéral, Nicolet, Québec
- Joseph Pierre Turcotte, libéral, Québec (Comté de), Québec
- James Gray Turgeon, libéral, Cariboo, Colombie-Britannique
- Onésiphore Turgeon, libéral, Gloucester, Nouveau-Brunswick
- Franklin White Turnbull, conservateur, Regina, Saskatchewan
- Charles Robert Turner, libéral, London-Est, Ontario
- Garth Turner, progressiste-conservateur, Halton—Peel, Ontario
- John Barry Turner, progressiste-conservateur, Ottawa—Carleton, Ontario
- John Mouat Turner, libéral, Springfield, Manitoba
- John Napier Turner, libéral, Saint-Laurent—Saint-Georges, Québec
- Daniel Turp, Bloc québécois, Beauharnois—Salaberry, Québec
- John Gillanders Turriff, libéral, Assiniboia-Est, Territoires du Nord-Ouest
- George James Tustin, conservateur, Prince Edward—Lennox, Ontario
- Merv Tweed, conservateur, Brandon—Souris, Manitoba
- Thomas Mitchell March Tweedie, unioniste, Calgary-Ouest, Alberta
- Richard Tyrwhitt, conservateur, Simcoe-Sud, Ontario